# New Orleans Pop Festival
Das New Orleans Pop Festival war ein Rockfestival, das vom 30. August bis zum 1. September 1969 auf dem Louisiana International Speedway in Prairieville, Louisiana, USA, stattfand. Zwei Wochen nach dem Woodstock-Festival traten mehr als 26 Bands und Musiker auf, darunter sieben der Acts, die auch in Woodstock dabei gewesen waren. Das auch als „Louisiana’s Woodstock“ bezeichnete Festival hatte 25.000–35.000 Besucher.

## Geschichte
Mitveranstalter war der 27-jährige Steve Kapelow, der bereits das Atlanta International Pop Festival (1969) mitorganisiert hatte. Er erwartete 15.000–20.000 Besucher, traf jedoch Vorbereitungen für die doppelte Anzahl von Fans. Die Bühne wurde gegenüber der Zuschauertribüne der Rennstrecke aufgebaut; sie war besonders breit und hatte zwei unabhängige Licht- und Soundanlagen, um die Umbaupausen kurz zu halten.
Das Festival war ursprünglich für zwei Tage geplant, es wurde jedoch eine kostenlose Show am Samstagabend hinzugefügt. Sonntagskarten kosteten 7,00 $ im Vorverkauf und 9,50 $ an der Abendkasse, während die Preise am Montag 8,00 $ im Vorverkauf und 10,50 $ an der Abendkasse betrugen. Tickets für das gesamte Festival kosteten 13,00 $ im Vorverkauf und 16,00 $ an der Abendkasse.
Als Sicherheitsteams waren verschiedene Biker-Clubs engagiert. Über 100 Drogenfahnder mischten sich undercover unter die Menge; es gab jedoch lediglich 37 Verhaftungen, da der Fokus der Fahnder auf den Drogenverkäufern, nicht auf den Konsumenten lag. Das medizinische Team hatte nur wenige Überdosen zu behandeln. Insgesamt verlief das Festival friedlich.

## Ablauf

### Samstag, 30. August 1969
- Lokale Bands begannen um 18 Uhr, das „offizielle“ Konzert begann um 20 Uhr[5]
- White Fox
- Snow Rabbit
- Deacon John & the Electric Soul Train
- Whizbang
- Axis
- Tyrannosaurus Rex
- It’s a Beautiful Day

### Sonntag, 31. August 1969
- Flower Power
- Snow Rabbit
- Spiral Starecase
- Oliver
- Smyth
- The Youngbloods
- It’s a Beautiful Day
- Country Joe and the Fish
- The Byrds
- Canned Heat; im Anschluss an diesen Auftritt gab es ein Feuerwerk
- Iron Butterfly
- Janis Joplin
- Santana

### Montag, 1. September 1969
- Potliquor; während dieses Auftritts war geplant, Blumen aus einem Flugzeug auf die Besucher regnen zu lassen, was jedoch schiefging: der Abwurf verfehlte das Ziel, die Blumen landeten in den umliegenden Feldern
- Axis
- Oliver
- Cat Mother and the All Night Newsboys
- Santana
- Chicago (Transit Authority)
- It’s a Beautiful Day
- Tyrannosaurus Rex
- The Youngbloods
- Lee Michaels
- Grateful Dead
- Jefferson Airplane
- Dr. John VooDoo Show
- Große Jam-Session mit Jefferson Airplane, Grateful Dead, Cat Mother, Santana, Chicago, Beautiful Day
- Whizbang